# 에브 바제바

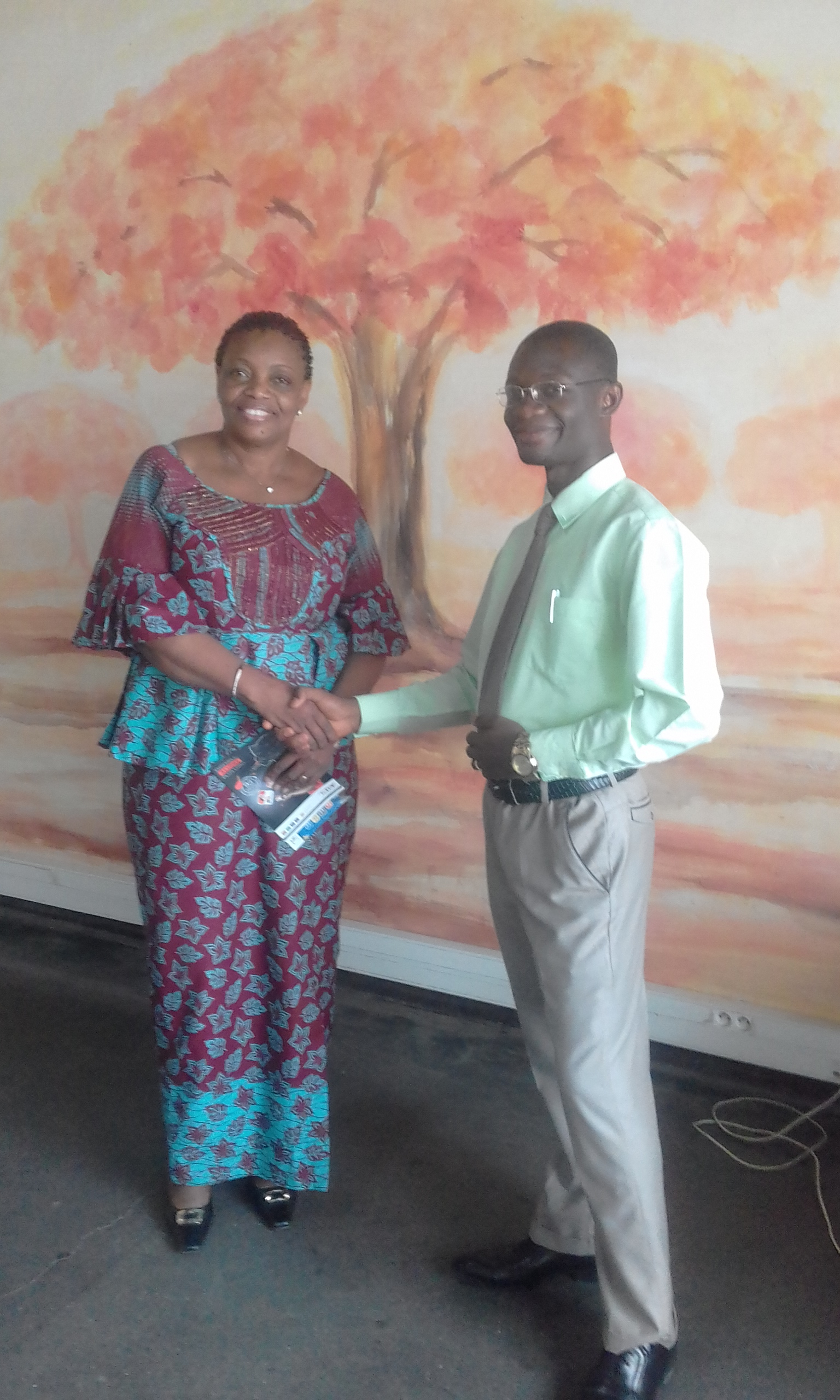
2019년 5월, 콩고민주공 키상가니를
국빈급으로 방문한
우구레 키플레 아메드
前 지부티 국방부 장관을 영접하는
에브 바제바 콩고 민주공화국
키상가니 무소속 의회 의원

에브 바제바(콩고어: Ève Bazaiba Masudi, 1965년 8월 12일 ~ )는 콩고 민주 공화국의 여성 외교관 겸 정치인이다.
2002년 콩고 민주공화국 대통령 비서실 예하 비서관 직책을 잠시 9개월간 지냈으며 그 후 2003년 2월에서 2005년 11월까지 어언 2년 9개월여간을 재야에서 야인으로도 지내다가 2006년 콩고 민주공화국 의회 정치 분야에도 입문하였다.

## 같이 보기
- 펠릭스 치세케디
- 장피에르 벰바